# Valiraptor namibiensis
Valiraptor namibiensis är en tvåvingeart som beskrevs av Jason Gilbert Hayden Londt 2002. Valiraptor namibiensis ingår i släktet Valiraptor och familjen rovflugor.
Artens utbredningsområde är Namibia. Inga underarter finns listade i Catalogue of Life.